# 미르자서부이끼쥐
미르자서부이끼쥐(Mirzamys louiseae)는 쥐과에 속하는 설치류의 일종이다. 파푸아뉴기니의 토착종이다.